# Killeter
Killeter är en ort i Storbritannien.   Den ligger i riksdelen Nordirland, i den västra delen av landet, 600 km nordväst om huvudstaden London. Killeter ligger 91 meter över havet och antalet invånare är 147.
Terrängen runt Killeter är platt åt nordväst, men åt sydost är den kuperad. Killeter ligger nere i en dal. Runt Killeter är det ganska glesbefolkat, med 27 invånare per kvadratkilometer. Närmaste större samhälle är Castlederg, 6,5 km nordost om Killeter. Trakten runt Killeter består i huvudsak av gräsmarker.